# Vlag van de Orde van Malta

Vlag van de Soevereine Militaire Hospitaalorde van Sint-Jan van Jeruzalem, van Rhodos en van Malta

De vlag van de Orde van Malta is de officiële vlag van de Orde van Malta, samen met het wapen en het volkslied. Hij toont een rode rechthoekige vlag met een wit Latijns kruis. Deze vlag wordt de vlag van Sint-Jan genoemd en wordt al sinds de oudheid gebruikt.
In de Geschiedenis van Giuseppe Bosio (1589) staat dat paus Innocentius II in 1130 een bevel uitvaardigde: "...Monniken moeten vechten onder een banier met een wit kruis op een rood veld." Na de bul van paus Alexander IV (1259), die wapenridders toestond een rood gewaad met een wit kruis te dragen, begon de Orde het Latijns kruis te gebruiken. In 1291 verhuisde de Orde van het Vaticaan naar Cyprus. Vanaf dat moment wapperden er zes eeuwen lang riddervlaggen boven de schepen van de instelling. Vandaag de dag wappert de nationale vlag boven het Magisterpaleis in Rome en vergezelt de Grootmeester en leden van de Soevereine Raad op officiële bezoeken.